# صانع المياه

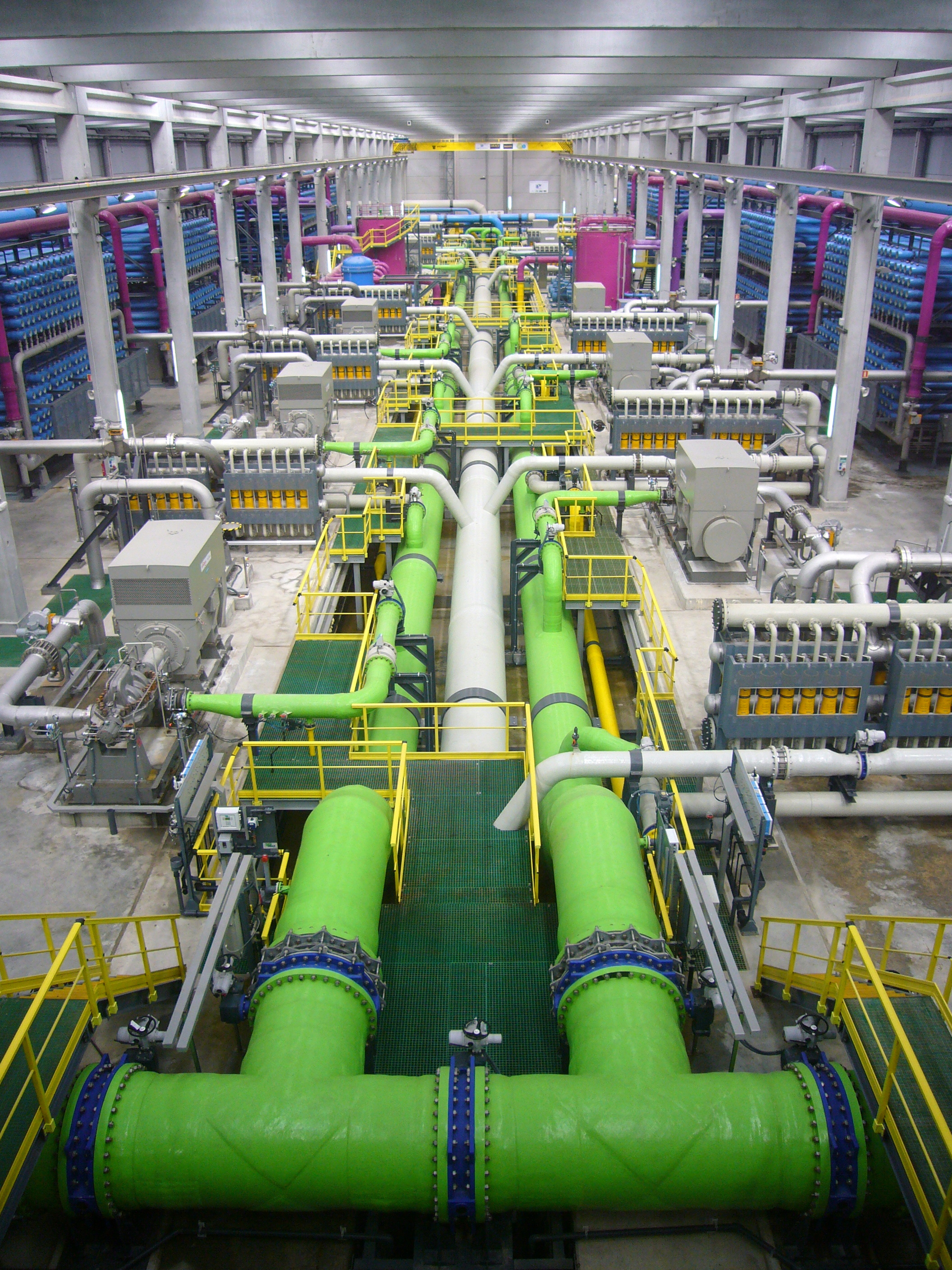
محطة تحلية مياه تعمل بالتناضح العكسي في برشلونة بإسبانيا

صانع المياه (بالإنجليزية: Watermaker)‏ هو جهاز على مَتنِ السُّفن البحرِيَّة والمنصات المُخَصَّصَة لإنتاج المياه العَذبة مِن مياه البحر. يُسْتَخْدَم لِلحُصولِ على مِياهِ الشُّرب عن طريقِ التناضح العكسي، غالبًا ما يُشارُ إلى أَجهزة تَحْلية المِيَاه بِاسم «صانعات المياه».

## أَصْنَاف
يتمُّ استِخدامُ العَدِيدِ مِنَ الإصدارات بِوَاسِطَة طرادات المُحيط لمسافاتٍ طَوِيلَة. يُمْكِنُ أَنْ تَكُونَ الأَجْهِزَة مُكَلَّفَةٌ لِلشِّرَاء وَالصِّيَانَة، وَلَكِنَّهَا مَيزَة جَيِّدَة بِسَبَب انْخِفَاض الْحَاجَةِ إلَى وُجُودِ خزانات مِيَاه كَبِيرَة لممر طَوِيل.
اعتمادًا عَلَى التَّصْمِيم، يُمْكِن تَشْغِيل صانعات الْمِيَاه بالكهرباء مِنْ خِلَالِ بَنْك البَطَّارِيَّة، الْمُحَرِّك، مُوْلِد التَيار الْمُتَرَدِّد أَو التشغيل اليدوي. يَتَوَفَّر صَانِعِة مِيَاه مَحْمُولَة، مَقْطُورَة، تَعْمَل بالطاقة الْمَائِيَّة وتتحول إلَى عَمَلِية يَدَوِيَّة فِي حَالَاتِ الطَّوَارِئ.

## مُتطلبات المِيَاه
هُناك تَفَاوُتٌ كَبِيرٌ في كُمَّية المِيَاه المُسْتَهلَكَة.
في الوِلَايَاتِ المُتَّحِدَة في المنزل الواحد، يَستَخدِمُ كل شَخْصٍ حَوَالَي 55 جالونًا (208 لترًا) مِنْ الْمَاءِ يوميًا فِي الْمُتَوَسِّطِ. حيث يُمْكِن اسْتِخْدَام أَقَلَّ مِنْ ذَلِكَ بكثير، عندما تَكُون الإِمدادات مَحدُودَة، أو في حَالَات الطَّوَارِئ.
تُسْتَخْدَمُ اليخوت المبحرة النموذجية مِن 4 إلَى 20 لترًا (1.05 إلى 5.28 غالونًا) لِلفَرْد فِي اليَوْمِ، وَرُبَّمَا يَكُونُ المُتَوَسِّط حَوَالَي 6 لترات (1.59 غالون). الحَدُّ الأَدنى من استِهلاكِ الماء المطلوب لِلحِفَاظِ على تَرطِيب الجسم هو 1.5 لتر (0.4 غالون) يوميًا. كمية الماء الَّتِي يَحْتاجُهَا الشخص تَعتمِدُ على عِدَّةِ عَوَامِل مُختلفة. بَعْض هَذِهِ الْعَوَامِل تَشمَل الوزن، الطول والجِنْس. يَحتَاج الرِّجال في المُتَوَسِّط إلى كَمِّيَّةٍ مِنَ الماء أَكبر مِمَّا تَحتَاجُه النِّسَاء. عادةً ما تُنْتِج الماركات المَشْهُورَة من صانعات مِيَاه اليخوت مِن 2 إلى 150 لترًا لكل ساعة مِن التشغيل (0.53 إلى 41 غالونًا) اعتمادًا على الطِّرَاز.
هُناك آراء قَوِيَّة من بَيْنِ طرادات القوارب الصَّغِيرَة حَوْل فائدة هَذِهِ الأَجْهِزَة. لُخِّصْت الْحُجَج عَلَى النَّحْوِ التَّالِي:

### الايجابيات
- صَانِعُ المِيَاه يَحْتَاجُ إلَى كُمَّيْة صَغِيرَة مِنْ الوَقُود لِتَولِيد كمية كَبِيرَة مِن المَاءِ، مِمَّا يلغي الحَاجَةِ إلَى خزانات المِيَاه الثَّقِيلَة الكَبِيرَة.
- المستخدم مُسْتَقِلٌّ عَن إمدادات المِيَاه عَلَى الشاطِئِ، وهو أَمرٌ مُهم بِشَكل خاص فِي المَنَاطِقِ النائِيَة.
- تُوَفر مِيَاهً صَّالِحَة لِلشُّرب عِندَمَا تَكُونُ المِيَاهُ المَوْجُودة على الشاطِئِ ذات جَودَة مَحْدُودَة.
- بعض التصميمات مَحْمُولَة وَيُمكِن تَحْوِيلُهَا إِلى التشغيل اليدوي فِي حَالَاتِ الطَّوَارئ.
- يُمكِن نَقَل الوَحدَة المَحْمُولَة بِاليَد وَصَانَع المِيَاه الذي يَعْمَلُ بِالماء المقطر إلى قَارَب النَّجَاة فِي حَالَاتِ الطَّوَارئ.

### السلبيات
- باهظةُ الثَّمَن: التَّكَالِيف هي 2000 دُولار أَمرِيكِي لِلنَّوْع اليدوي، 3000 دُولار أَمْرِيكِي لِلنَّوْع الَّذِي يَعمَلُ بِالمَاء المقطر، 4000 دُولار أَمْرِيكِي أَوْ أَكْثَرَ لِلنَّوْع الَّذِي يَعْمَلُ بالمحرك (مصمم لِيَتِمّ تَرْكِيبه على المُحَرِّك الدَّاخِلِيّ للسفينة)، وَنَفْس التكلفة تَقْرِيبًا لِلنَّوْع الَّذِي يَعْمَلُ بمولد التيار المُتَرَدِّد.
- بعض الأنواع (وليس كلها) تَسْتَغْرِق وقتًا طويلاً وَصِيانتها باهِظة الثَّمن.
- مُستهلكة للطاقة، بِاسْتِثْنَاء صَانِعُ المِيَاه القَابِل لِلْحَمْلِ فِي حَالَاتِ الطَّوَارِئ وَالنَّوْع الَّذِي يَعْمَلُ بِالمَاء المقطر. وَعَلَيْهِ فَإِن هَذِهِ الأَجهِزَة تتغلب عَلَى مُشْكِلَة الِاسْتِهْلاك الكَبِير للتيار الكَهْرَبائِيّ. تَتَمَثَّل عُيُوب التصميمات غَيْر الكَهْرَبَائِيَّةَ في أَنَّ التشغيل اليدوي مُتْعِب للمشغل وصانع المِيَاه الَّمقطور يَعمَل فَقَط أَثْنَاء تَحرك السَّفِينَة.
- بَعْض الشَّرِكَات المصنعة لأجهزة صَنَع المِيَاهِ الَّتِي تَعْمَل بالطاقة الكَهْرَبَائِيَّة تمتلك أَنظِمَة لاسترجاع الطَّاقَة مِمَّا يُقَلِّلَ من اسْتِهْلاكِ الطَّاقَة؛ وَمَعَ ذَلِكَ، فَهَذِهِ عَادَة تَكُونُ أَكْثَرَ تَكَلُّفُة بِنِسْبَة 50 ٪ لِأَيّ حَجْم مُمَاثِل بِسَبَب تَعْقِيدِهَا الْإِضَافِيّ. كمبدأ تَوْجِيهِي، بِافتِرَاض وُجُود نِظَام 12V DC، إن دَمْج استرجاع الطاقة في صانعات المِيَاه لَهَا تَأْثِيرٌ فِي تَقْلِيلِ التِّيَّارِ الكَهْرَبَائِيِّ المستخدم مِن 20 أَمْبِير إلَى حَوَالَي 8 أَمْبِير. مثل أَيْ قِطْعَة مِنْ المُعَدَّات، فَمِنْ المُحْتَمَلِ أَن تفشل فِي وَقْتٍ مَا وتُسَبِّب النفقات/القلق.

## التقنية
تَعْتَمِد جَمِيع صانعات المِيَاه المُصَمِّمَة للقوارب واليخوت الصَّغِيرَة بِشَكْل أَسَاسِي عَلَى نَفْسِ التقنية، مستغلة ومعتمدة على مَبْدَأ «التناضح العكسي»: مِضَخَّة ذَات ضَغَط عَالِي تَدْفَع مِياهِ البَحْرِ عَبَّر غِشَاء يَسْمَح بِمُرُورِ الْمَاءِ وَلَيْسَ الْمِلْح.
المُقَارَنَة الشَّائِعَة هِيَ الخَاصَّة بالفلتر. وَمَعَ ذَلِكَ، نظرًا لِأَنّ الثُّقُوب المَوْجُودَةِ فِي الغِشَاء أَصْغَرَ مِنْ جُزْئِيَّاتِ كلوريد الصّوديوم (الملح) وَهِي بِالوَاقِع أَصْغَرَ مِنْ البكتيريا، والضغوط مِن 45-50 بار تُعْتَبَر ضَرُورِيَّة، فَإِن العَمَلِيَّة أَكْثَر تعقيدًا مِن فلتر المِيَاه الشائِع أَو فلتر الزَّيْت الْمَوْجُودِ فِي مُحَرِّكَات السّيارَات.

## مُوْلِد الْمِيَاه مِنْ الْغِلَاف الجَوِّيّ
قَدْ يُشِيرُ مُصْطَلَح صَانِعُ المِيَاه أيضًا إلَى مَوْلِد المِيَاهِ مِنْ الغِلَاف الجَوِّيّ، وَهُوَ آلة تَسْتَخْرج مِيَاه الشُّرْبِ مِنْ الرُّطُوبَةِ فِي الهَوَاءِ باستخدام الْمُبَرِّد أَو المجفف.
يَحْتَاجُ تَكْثيف الرُّطُوبَة عن طَرِيقِ المُبَرِّد دَرَجَة حَرَارَةِ مُحِيطَة دُنْيَا تَبْلُغ حَوَالَي 10-15 دَرَجَة مِئَوِيَّة (50-60 دَرَجَة فهرنهايت)، في حِينِ أَن الممتزات المُجَفَّفَة لَيْسَ لَهَا مِثْلَ هَذَا القَيْدِ. الطَّرِيقَتَان مُناسبتان للمناخ الصحراوي، حَيْثُ يَعْتَمِد إنْتَاج المِيَاه عَلَى الرُّطُوبَةِ المُحِيطَة. عَلَى سَبِيلِ الْمِثَالِ، صَحْرَاء النَّقْب فِي فِلَسْطِينَ، يَبْلُغ مُتَوَسِّط الرُّطُوبَة النِّسْبِيَّة فِيهَا 64٪.
على عكس بَعْضَ المَصَادِرِ عَبَّر الإنترنت، مَقَالٌ نُشر عَام 1922 فِي بوبيولار ساينس يُنوِه بِأَن مُتَوَسِّط الرُّطُوبَة النِّسْبِيَّة يَبْلُغ 30٪ فِي الصَّحْرَاءِ الْكُبْرَى، أَيْ حَوَالَيْ نِصف الرُّطُوبَة في مَنْزِلٍ مُكَيَّف. عِلَاوَةً على ذَلِكَ، يَتَسَبَّب تَأْثِير نُقْطَة النَّدَى في زِيَادَة الرُّطُوبَة في الصَّبَاحِ البَاكِرِ، بِحَيْث يَكُونُ تَوْلِيد المِيَاهِ فِي الغِلَافِ الجَوِّيّ مُمكنًا حَتَّى فِي أَقْسَى وَأَسْوَأ مُنَاخ.